# وومنو (استان اشوی‌داشکسیه)
وومنو (به لهستانی: Łomno) یک منطقهٔ مسکونی در لهستان است که در گمینا پاوووو واقع شده‌است. وومنو ۷۰۰ نفر جمعیت دارد.